# Rigardà
Rigardà ([riɣəɾ'ða], oficialment i en francès Rigarda) és un poble, cap de la comuna del mateix nom, de la comarca del Conflent, a la Catalunya del Nord.
"A Jóc, gallines, a Finestret, pollets, i a Rigardà, mainada, a casa d'en Pallarès (o: a Rigardà, mainada. A la casa d'en Pallarès, diners)".

## Etimologia
Joan Coromines explica que per a Rigardà s'han proposat fins a quatre orígens diferents. Aebischer deia que Rigardà provenia d'un predi germànic llatinitzat amb el sufix -anum provinent d'un nom propi, Ridward o Rigward, al qual Coromines objecta que no hi ha altres casos similars, i que, per tant, seria un cas únic. D'altra banda, Alart proposa una tesi més elaborada, a partir d'un derivat del verb regar i un nom propi, Dan: rigauts Dan (regadius de Dan), que Coromines rebutja per raons d'evolució fonètica. Una tercera tesi la proposa el mateix Coromines; a partir d'una arrel celta, rika (solc), es formaria una base *ricasitano, que evolucionaria a Ricastà i Rigardà.
Tanmateix, el mateix Coromines postula una quarta hipòtesi, que ell considera la més probable. L'origen seria un topònim germànic, Rigardano, procedent del nom propi, documentat en altres llocs, Ricgardan, que a l'obra esmentada justifica àmpliament.

## Geografia

### Localització i característiques generals del terme

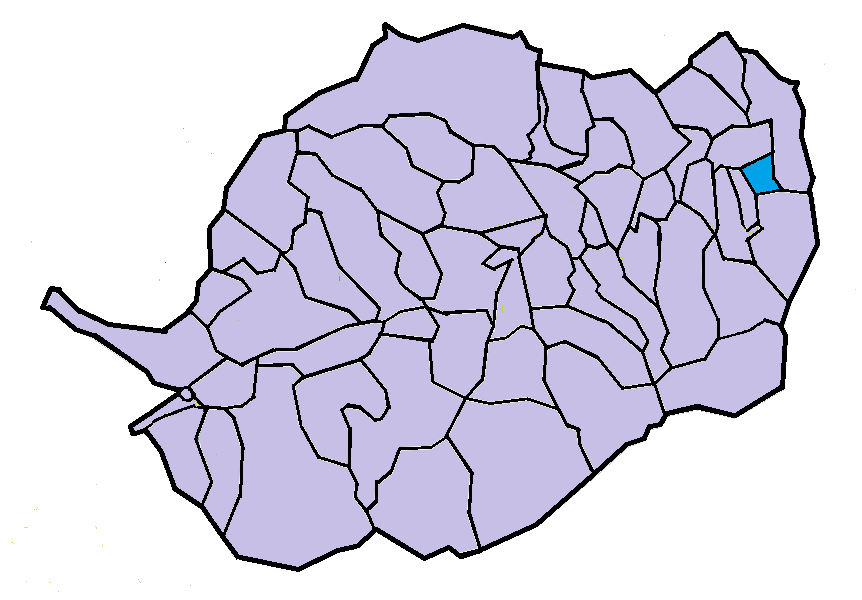
Situació de la comuna de Rigardà en el Conflent

El terme comunal de Rigardà, de 36.100 hectàrees d'extensió (un dels més petits de la comarca), és situat quasi a l'extrem sud-est de la comarca del Conflent, a prop del límit amb la comarca del Rosselló, a la Catalunya del Nord. Està format per un terç del territori occidental força pla, apte per a l'agricultura, i els dos terços restants orientals més muntanyosos, sobretot al sud-est i al nord-est, tallats pel mig per la vall per on discorre la Ribera de Rigardà.
A l'extrem sud-est del terme hi ha el Puig de Miralles, de 658 m alt, que és el punt més elevat del terme comunal, al triterme amb Glorianes i Rodès. El punt més baix és a l'extrem nord-est del terme, al vessant nord dels Puigs Alts, on s'assoleixen els 277 m alt, al termenal amb Rodès. El poble és a 295.
Termes municipals limítrofs:
|     | Vinçà     |       |
| Jóc |           | Rodès |
|     | Glorianes |       |

### El poble de Rigardà

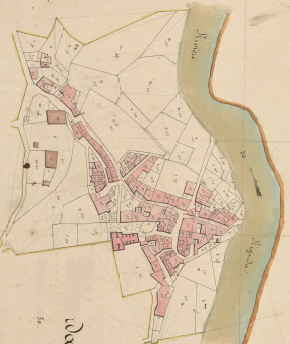
Rigardà en el Cadastre napoleònic del 1812 (Arxius Departamentals dels Pirineus Orientals)

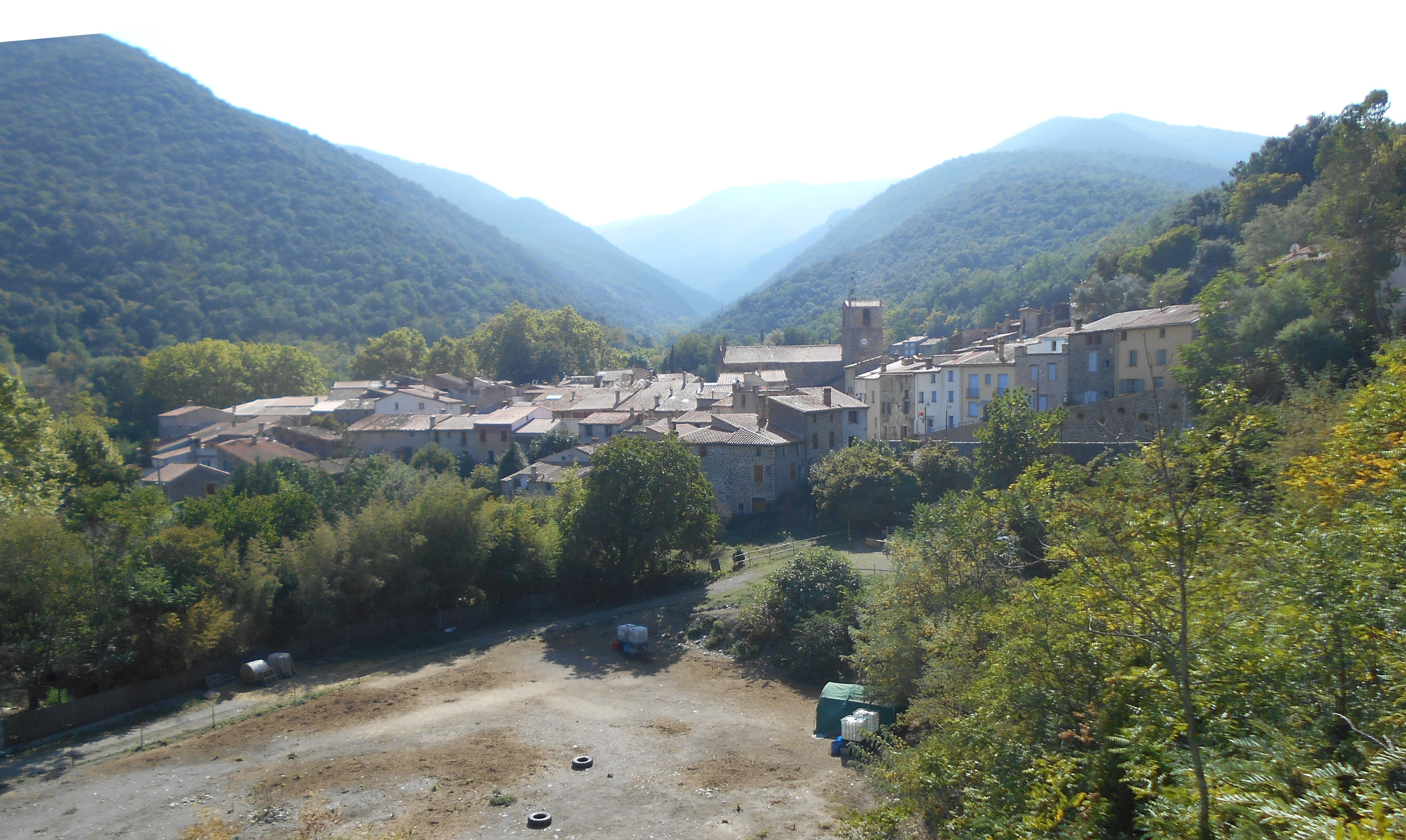
Vista general des del nord

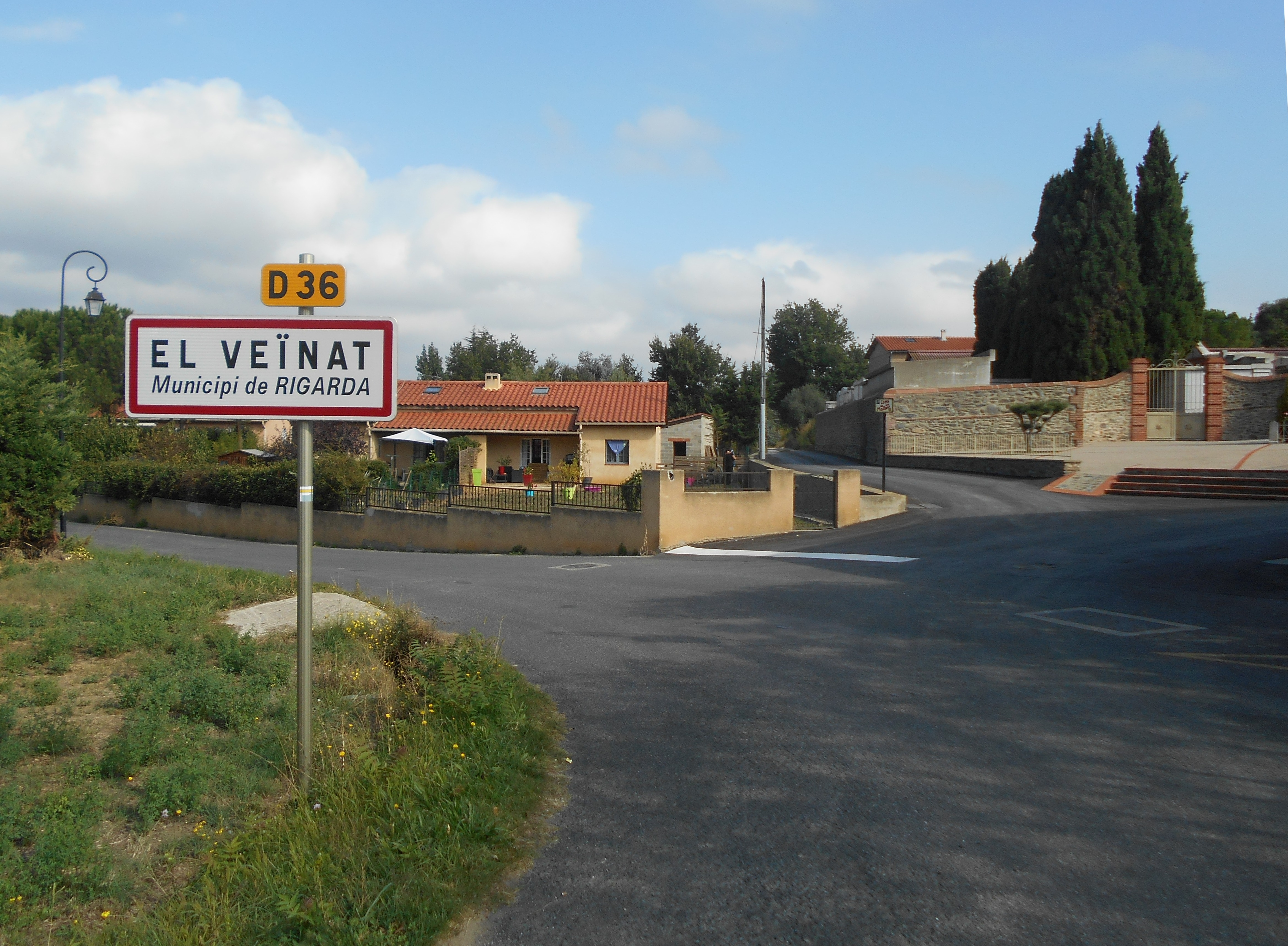
El Veïnat, amb la Casa del Comú i el Cementiri

Situat una mica desplaçat cap al sud-oest respecte del centre de la comuna, el poble de Rigardà és a l'esquerra de la Ribera de Rigardà, tot just uns 10 metres per damunt del riu, en una elevació molt lleugera a la carena que separa aquesta ribera del Còrrec de les Escomes, proper a ponent del poble. És un pla inclinat on es troben les cases del poble amb l'església parroquial de Santa Eulàlia de Rigardà en el seu extrem sud-oest. També hi ha restes de l'antiga Torre de Rigardà, si bé molt desfetes, i de la Torre o Castell de Terraça, també molt desfetes.
El poble inicial, actualment conegut com a barri de la Plaça Vella, va créixer en primer lloc a través dels barris del Carrer de Baix, del Cim de la Costa i de la Costa. Més tardanament, ja en el segle xx, es formà el nou barri, urbanització, de la Colomina, a ponent del poble, i del Veïnat, al Camí de Vinçà, amb el Cementiri actual, el Conjurador, el Celler d'en Vernedes i el Mas d'en Quim. El Rigardà actual és majoritàriament d'hàbitat dispers, sobretot a partir de les seves urbanitzacions.
A llevant del vilatge de Rigardà, a la dreta de la Ribera de Rigardà, ran del pont que des del poble la travessa, hi ha l'Espai Gabriel Baco, una àmplia zona lúdica amb parc natural i esportiu.

### Vilella

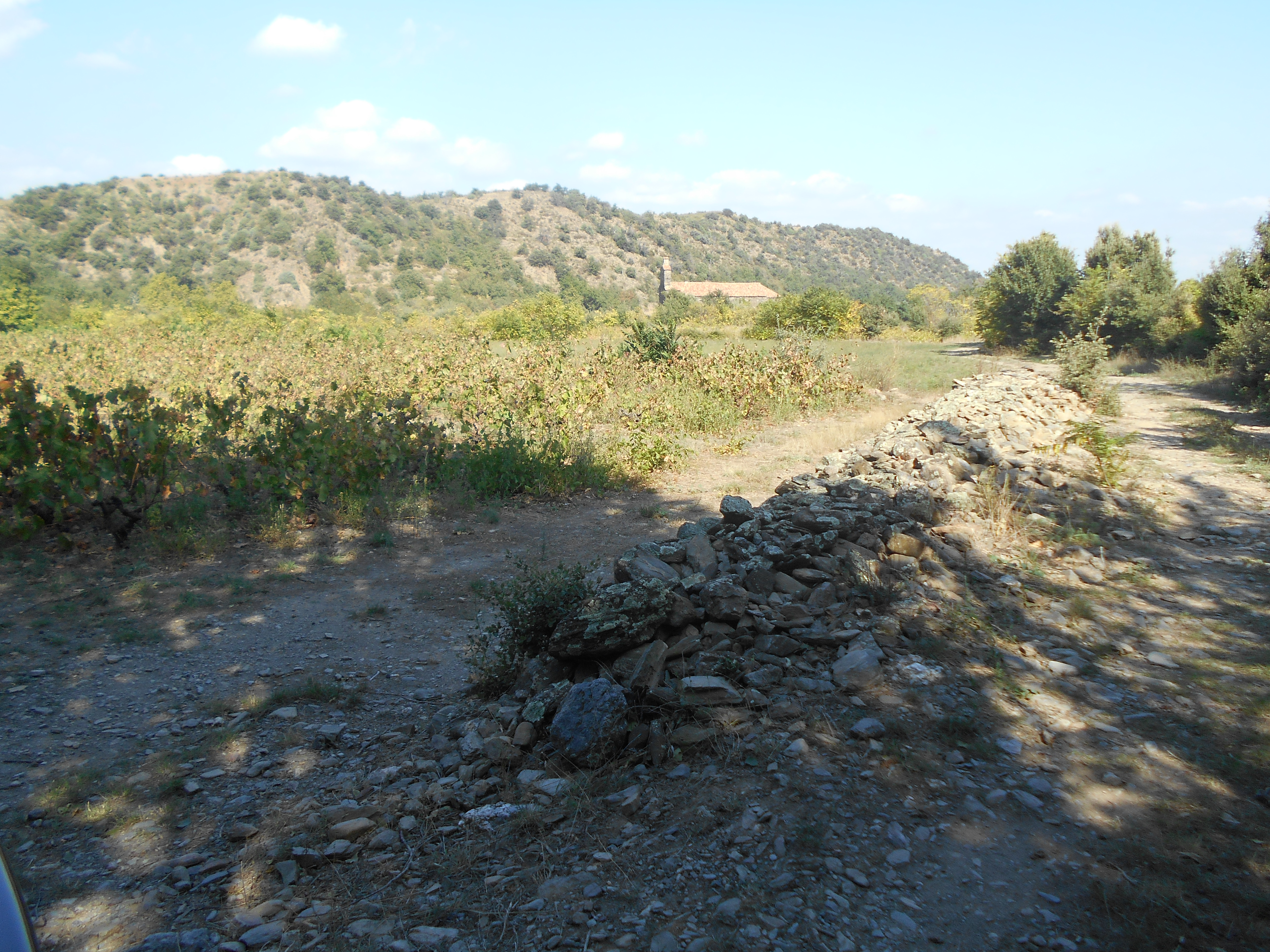
Lloc on era Vilella

L'antic lloc de Vilella és a l'est de Rigardà, bastant a prop, on romanen les restes de l'antiga església parroquial de Santa Eulàlia de Vilella. El lloc, lligat a Rigardà pel que fa als darrers mil anys, conserva vestigis d'hàbitats i fargues d'època romana. Havia estat un poble, probablement centre de l'actual comuna de Rigardà, que a començaments de l'edat moderna es despoblà a causa de la pesta negra; a partir d'aquell fet, la població supervivent es traslladà als peus de la Torre de Rigardà, creant així el vilatge actual. La patrona de la parròquia antiga del vilatge es traslladà, així mateix, a la parròquia nova de Santa Eulàlia de Rigardà.

### Antic Castell de Terrassa
L'antic Castell de Terrassa, destinat a vigilar la Via Confluentana entre Domanova i Jóc, està documentat entre l'any 864 i el 1519. La Torre de Rigardà fou el substitut del Castell de Terrassa en la funció de vigilància del pas de la vall de la Tet.

### Els masos de Rigardà
Les construccions aïllades del terme de Rigardà són la Casa del Camp Gran, la Casa o Hostal del Castell (nom antic, ja en desús), el Casot de l'Esteve, el del Tonkin, el d'en Vernedes, els dos casots d'en Laguerra, el Casot d'en Prats, els Casots de les Vinyes de Valloreres, el Mas de l'Hort, el Mas d'en Cassolí, el Mas d'en Quim, els desapareguts molins de la Tina i de l'Horta. A part, hi ha els oratoris del Camí de Domanova, del Camí de Rodés i de Santa Anna.

### Hidrografia
En el terme de Rigardà destaquen dos cursos d'aigua principals: a la zona sud i sud-oest, la Ribera de Rigardà, a la nord-oest i nord, el Còrrec de les Escomes. La Ribera de Rigardà, procedent de Glorianes, ja dins de Rigardà rep per la dreta el Còrrec de les Boixeteres, després per l'esquerra el Còrrec de la Bufeta, tot seguit es troba el Gorg d'en Tià, i a l'alçada del poble, per la dreta rep el Còrrec de les Voltes. Un cop la Ribera de Rigardà ha fet la girada cap a llevant, rep per la dreta el Còrrec de Sant Esteve, o del Bosc d'en Cases, amb el Còrrec del Bosc; tot seguit, igualment per la dreta, el Còrrec de Vilella, amb el de la Llafura, i després el Còrrec de Saurac, o de la Saura, termenal amb Rodès. El Còrrec de les Escomes, que procedeix del terme de Jóc, travessa tot el sector nord-oest del terme de Rigardà; hi rep només el Còrrec de Penjallops, al sud-oest del terme, termenal amb Jóc, un Còrrec sense adjectiu, al nord de tot del terme. A l'extrem nord-oest, termenal amb Jóc, hi ha el Còrrec de Sant Martí, i al nord, ara termenal amb Vinçà, el Còrrec de Valloreres.
D'altra banda, a la zona de regadiu del terme hi ha alguns canals d'irrigació: la Branca de Dalt de Rigardà, la Branca del Còrrec de Sant Martí, la Branca de Rigardà, la Branca de Vinçà, o Rec Gros, el Rec de les Colomines, el Rec de Rigardà i el Rec d'en Perpinyà, amb la seva Resclosa del Rec d'en Perpinyà.

### Orografia
Alguns dels topònims del terme de Rigardà reflecteixen formes de relleu, com, per exemple, obagues: Bac del Vern, coves: Cova de Bernat, muntanyes: el Puig de Miralles, serres i serrats: el Serrat de la Bufeta, i solanes: la Solana.

### El terme comunal
Les partides i indrets específics del terme de Rigardà són l'Alt de la Riba, o els Puigs Alts, els Ametllers, antigament les Ametlleres, les Bardines, o Bardisses, la Bufeta, la Camparia, el Camp de la Torre, el Camp del Coll, el Camp del Gorg, el Camp de l'Elies, el Camp de l'Oratori, en part al terme de Rodès, el Camp de Santa Eulàlia, el Camp Gran, les Cassanyes, la Colomina, el Conjurador, els Cotius, les Escomes, les Forques de Jóc (nom antic, ara en desús), l'Iglesi Vella, la Llafura, el Mas de l'Hort, Miralles, Motsanes, l'Oratori, els Prats de Romà, abans Parets de Romà, els Quatre Camins, Queraut, les Ribes d'Eixart, la Roqueta, la Roureda (nom antic, ja en desús),. Alguns dels topònims corresponen a senyals termenals, com el Roc de la Valleta, Serranis, Terrassa (nom antic, també), el Tonkin, els Trencats, o els Trencats de Motsanes, Valloreres, abans Vallortera, Vilella i les Voltes.

## Transports i comunicacions

### Carreteres
Tres són les carreteres que travessen el terme de Glorianes, una d'elles variant d'una de les altres dues. D'una banda, la D - 36 (Vinçà - Rigardà), que permet que Rigardà es connecti amb la resta del Conflent i tot el Rosselló. Rigardà és a 2,3 quilòmetres de Vinçà.
La D - 36a (Rigardà - Glorianes), variant de l'anterior, uneix Rigardà amb Glorianes en 8,4 quilòmetres (en línia recta és quasi exactament la meitat, la distància que els separa). La carretera no té continuïtat més enllà d'aquest segon poble.
Finalment, hi ha la D - 55 (Jóc - Rigardà), carretera curta que uneix aquestes dues poblacions en 1,1 quilòmetres.

### Transport públic col·lectiu
Glorianes no té cap servei de transport públic habitual. Com altres pobles petits, disposa del TAD (Transport a la demanda).

### Els camins del terme
Els camins que comuniquen Rigardà amb els seus entorns són: Camí de Domanova, Camí de Jóc, Camí de Rodés, Camí Vell de l'Estrada o Camí de Serrabona, Camí Vell de Glorianes, Camí Vell de la Bastida, Ruta de Glorianes, Ruta de Jóc, de Finestret, o de Vallmanya, Ruta de Vinçà i Ruta de Vinçà a Jóc. D'altra banda, els camins interns del terme de Rigardà són el Camí l'Estrada, el dels Ametllers, el de Miralles, la pista anomenada Camí de Valloreres i el Camí Vell de la Ribera.

## Activitats econòmiques
Tradicionalment, el terme de Rigardà era essencialment agrícola, amb més d'un centenar d'hectàrees conreades. Quasi dues terceres parts ho són per fruiters, principalment presseguers, però també algunes pomeres, cirerers i albercoquers. Poc menys d'una tercera part es dedica a la vinya, la major part per a vins comuns, i la resta, per a hortalisses, bàsicament enciams. El cens ramader és nul.
En els darrers 30 anys Rigardà s'ha anat convertint en una extensió de Vinçà, pel que fa a la construcció d'habitatges nous amb algunes urbanitzacions com les que s'han generalitzat a tota la Catalunya del Nord en aquests mateixos anys. Tanmateix, la major part d'aquests nous habitants de Rigardà tenen les viles properes (Vinçà, Illa i Prada) com a pols comercials.

## Història

### Edat mitjana
La senyoria de Rigardà, documentada des del 969, pertanyia als comtes de Cerdanya, dels quals passà als de Barcelona i, per tant, a la sobirania reial catalana. El 1393 fou venuda a Ponç de Perellós, senyor de Jóc, i passà als Perapertusa per enllaços familiars.

### Edat Moderna
El 1653, els Perapertusa, que no s'havien sotmès al rei francès, foren desposseïts de la senyoria de Rigardà, que adquirí Francesc de Calbó, mariscal de camp de Lluís XIV de França. El 1659 fou restituïda als Perapertusa, però a cada nou conflicte bèl·lic, tornava a mans dels de Calbó en detriment dels Perapertusa, fins que el 1690 passà a mans de Josep de Camp-redon i Armengol. Poc abans de la Revolució Francesa encara consta un nou senyor de Rigardà: el Marquès de La Rupy.

## Demografia

### Demografia antiga
La població està expressada en nombre de focs (f) o d'habitants (h)
| 9 f | 16 f | 9 f | 18 f | 15 f | 11 f | 56 f | 49 f | 297 h | 57 f | 55 f |

### Demografia contemporània
| Evolució de la població |      |      |      |      |      |      |      |      |
| 1793                    | 1800 | 1806 | 1821 | 1831 | 1836 | 1841 | 1846 | 1851 |
| 300                     | 277  | 246  | 298  | 357  | 334  | 311  | 332  | 300  |

| 1856 | 1861 | 1866 | 1872 | 1876 | 1881 | 1886 | 1891 | 1896 |
| ---- | ---- | ---- | ---- | ---- | ---- | ---- | ---- | ---- |
| 321  | 337  | 337  | 339  | 301  | 308  | 323  | 329  | 315  |

| 1901 | 1906 | 1911 | 1921 | 1926 | 1931 | 1936 | 1946 | 1954 |
| ---- | ---- | ---- | ---- | ---- | ---- | ---- | ---- | ---- |
| 330  | 363  | 332  | 306  | 296  | 290  | 250  | 193  | 168  |

| 1962 | 1968 | 1975 | 1982 | 1990 | 1999 | 2006 | 2007 | 2008 |
| ---- | ---- | ---- | ---- | ---- | ---- | ---- | ---- | ---- |
| 149  | 137  | 135  | 144  | 164  | 219  | 307  | 320  | 332  |

| 2013 | 2014 |
| ---- | ---- |
| 643  | 646  |

Fonts: Ldh/EHESS/Cassini fins al 1999, després INSEE a partir deL 2004

### Evolució de la població

Població 1962-2008

## Administració i política

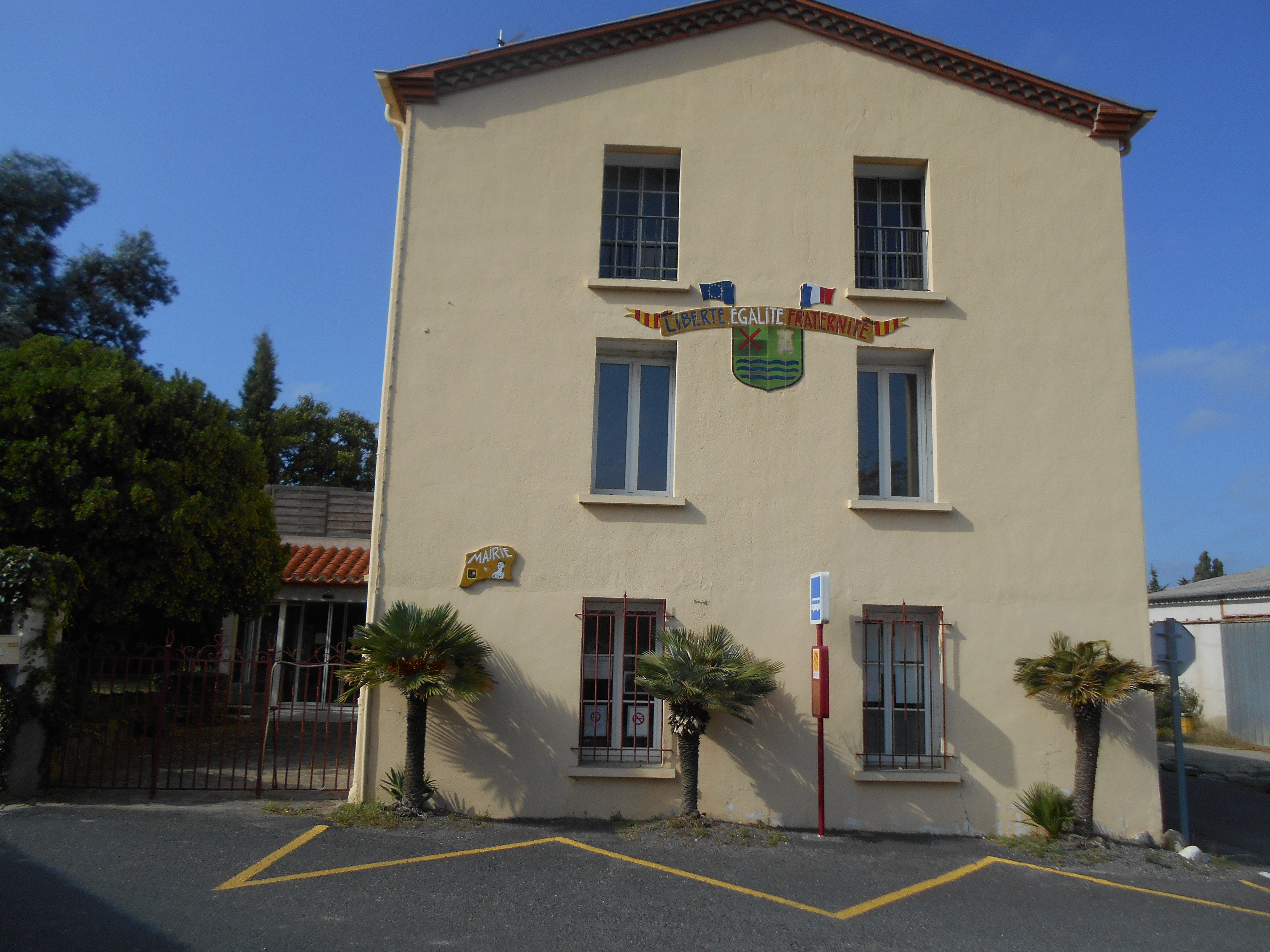
Casa del Comú de Rigardà

### Batlles
| Alcalde                 | Període              |
| ----------------------- | -------------------- |
| Muixa                   | 1792 - 1793          |
| Jean Villasseca         | 1793 - 1794          |
| Jacques Gaillarda       | 1794 - 1795          |
| Jean Pujol              | 1795 - 1798          |
| Jean Ixart              | 1798 - 1800          |
| Sauveur Llonguet        | 1800 - 1821          |
| Bonaventure de Pallarès | 1821 - 1833          |
| Julien Puell            | 1833 - 1837          |
| Sauveur Llonguet        | 1837 - 1843          |
| Jacques Ner             | 1843 - 1851          |
| François Court          | 1851 - 1870          |
| Joseph Paulo            | 1870 - 1874          |
| Joseph Garrigue         | 1874 - 1876          |
| Joseph Barboteu         | 1876 - 1888          |
| Joachim Garrigue        | 1888 - 1896          |
| Pierre Igonet           | 1896 - 1900          |
| Joseph Llonguet         | 1900 - 1907          |
| Casimir Barboteu        | 1907 - 1912          |
| Joseph Garrigue         | 1912 - 1924          |
| Pierre Igonet           | 1924 - 1930          |
| Blaise Palmarole        | 1930 - 1939          |
| Jean Pagès              | 1939 - 1940          |
| Joseph Laguerre         | 1940 - 1944          |
| Blaise Palmarole        | 1944 - 1947          |
| Gabriel Baco            | 1947 - 1953          |
| Jean Ixart              | 1953 - 1959          |
| Martin Clos             | 1959 - 1977          |
| Joseph Pagès            | 1977 - 1983          |
| Janick Ixart            | 1983 - 1989          |
| André Josse             | 1989 - Moment actual |

### Legislatura 2014 - 2020

#### Batlle
- André Josse.

#### Adjunts al batlle[10]
- 1r: Alain Brunier
- 2n: Christian Dijaous.

#### Consellers municipals
- Christelle Bousquet
- Stéphane Croyal
- Isabelle Di Donato
- Gisèle Enjalbert
- Christine Falcoz-Sueur
- Virginie Maeso
- Claudine Maupetit
- Sophie Nigues
- Nathalie Ninbo
- Marius Pathe
- Sabine Prod'homme
- François Stivert.

### Adscripció cantonal

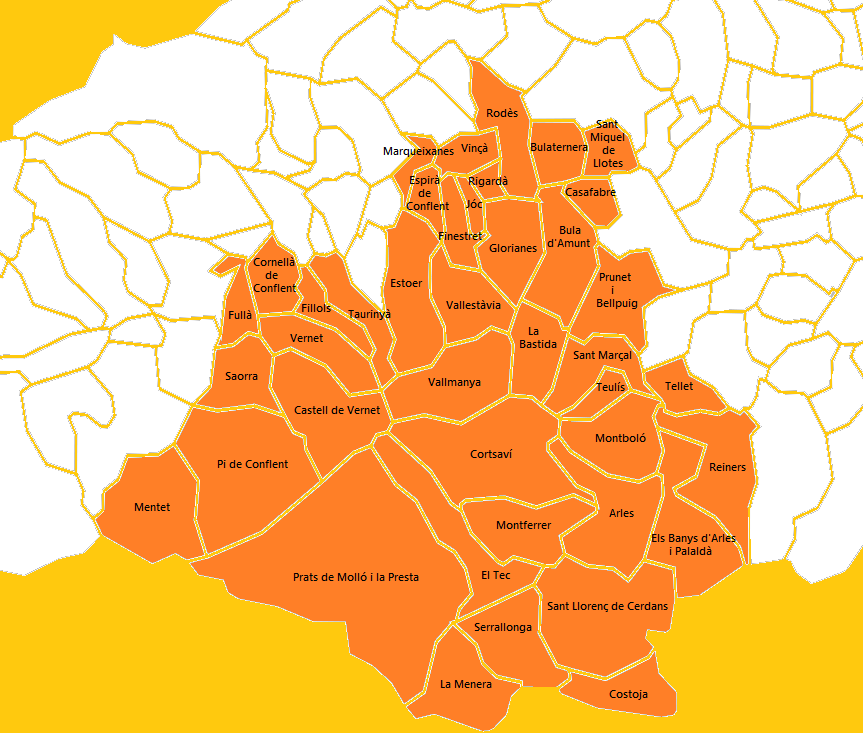
Mapa del Cantó del Canigó

A les eleccions cantonals del 2015 Rigardà ha estat inclòs en el cantó número 2, denominat El Canigó, amb capitalitat al poble dels Banys d'Arles, de la comuna dels Banys i Palaldà. Està format per les viles d'Arles, Prats de Molló i la Presta, Sant Llorenç de Cerdans, del Vallespir, i Vinçà, del Conflent, i els pobles del Conflent de Castell de Vernet, Cornellà de Conflent, Espirà de Conflent, Estoer, Fillols, Finestret, Fullà, Glorianes, Jóc, Marqueixanes, Mentet, Pi de Conflent, Rigardà, Rodès, Saorra, Taurinyà, Vallestàvia, Vallmanya i Vernet, els del Rosselló de la Bastida, Bula d'Amunt, Bulaternera, Casafabre, Prunet i Bellpuig, Sant Marçal, Sant Miquel de Llotes, Tellet i Teulís, i els del Vallespir dels Banys i Palaldà, Cortsaví, Costoja, la Menera, Montboló, Montferrer, Reiners, Serrallonga i el Tec forma part del cantó número 2, del Canigó (nova agrupació de comunes fruit de la reestructuració cantonal feta amb motiu de les eleccions cantonals i departamentals del 2015). Són conselleres per aquest cantó Ségolène Neuville i Alexandre Reynal, tots dos del Partit Socialista francès.

### Serveis comunals mancomunats
Rigardà forma part de la Comunitat de comunes de Conflent - Canigó, amb capitalitat a Prada, juntament amb Prada, Arboçols, Campome, Campossí, Canavelles, Castell de Vernet, Catllà, Clarà i Villerac, Codalet, Conat, Cornellà de Conflent, Escaró, Espirà de Conflent, Estoer, Eus, Fillols, Finestret, Fontpedrosa, Fullà, Jóc, Jújols, Marqueixanes, els Masos, Mentet, Molig, Mosset, Noedes, Nyer, Oleta i Èvol, Orbanyà, Orellà, Pi de Conflent, Rià i Cirac, Saorra, Serdinyà, Soanyes, Sornià, Tarerac, Taurinyà, Toès i Entrevalls, Trevillac, Vallestàvia, Vallmanya, Vernet, Vilafranca de Conflent i Vinçà.

## Ensenyament i Cultura
Rigardà no té actualment cap centre d'ensenyament. El centre d'ensenyament maternal i elemental o primari més propers són els públics de Bulaternera, Illa, Marqueixanes, els Masos, Prada, Rodès i Vinçà i el privat de Sant Josep, de Prada. Pel que fa a secundària, els col·legis d'Arles, Estagell, Illa, Prada i Tuïr, i els liceus de Ceret i Prada per al batxillerat.

## Llocs i monuments
- Santa Eulàlia de Rigardà, església parroquial
- Santa Eulàlia de Vilella, església de l'antic vilatge de Vilella, despoblat en l'actualitat. Alguns dels seus elements arquitectònics, com la portalada, i de mobiliari foren reaprofitats a l'església parroquial de Rigardà.
- Castell de Terrassa, arruïnat

## Personatges lligats a la comuna
- Eliana Thibaut i Comalada (1928), estudiosa de la gastronomia catalana
- Guy Malé (1930 - París, 1987), polític, alcalde de Prada i senador
- Francesc Llot i Ribera compongué el 1649 el Llibre de la primera missa i de la fundació de la confraria del Roser, un document sobre la vida quotidiana a Rigardà